# Франческо Салвиати
Франческо Салвиати или Франческо де Роси (на италиански: Francesco Salviati, Il Salviati, Francesсo de' Rossi, Cecchino del Salviati; * 1510 във Флоренция; † 1563 в Рим) е италиански художник през Маниеризма, работил преди всичко в Рим, Флоренция, Болоня и Венеция. Освен фрески той рисува и портрети.
Син е на флорентински тъкач на кадифе. Той учи и работи заедно с приятеля си Джорджо Вазари при Андреа дел Сарто. През 1531 г. отива в Рим. Там флорентинският кардинал Джовани Салвиати, чичо на Козимо I де Медичи, го взема в своя двор и той рисува фрески в Палацо Салвиати. Оттогава носи името на своя меценат, Салвиати.
Салвиати след това рисува в дворците и палатите, църквите и манастирите в горноиталианските градове като Венеция, Болоня, в родната Флоренция, един път във Франция в дворец Дампиер на херцог Шарл Лотарингски (1555/57), и после се връща обратно в Рим.
- „Триумфът на Фурий Камил“, Палацо Векио, Флоренция
- „Неверието на Св. Тома“, Лувър, Париж